# Station Harran
Station Harran is een spoorwegstation in Harran in de Noorse gemeente Grong. Het station dateert uit 1940  toen Nordlandsbanen werd geopend totaan Mosjøen.